# 724
| [ Edytuj tabelę ]          |                                                   |
| Król Asturii               | - 718 Pelayo 737                                  |
| Cesarz Bizancjum           | - 717 Leon III Izauryjczyk 741                    |
| Chan Bułgarii              | - 721 Kormisosz 738                               |
| Cesarz Chin                | - 712 Tang Xuanzong 756                           |
| Król Essexu                | - 709 Saelred 746                                 |
| Król Franków               | - 720 Teuderyk IV 737                             |
| Cesarz Japonii             | - 715 Genshō 724 - 724 Shōmu 749                  |
| Kalif                      | - 720 Jazid ibn Abd al-Malik 724 - 724 Hiszam 743 |
| Król Kentu                 | - 692 Wihtred 725                                 |
| Patriarcha Konstantynopola | - 715 German I 730                                |
| Król Longobardów           | - 712 Liutprand 744                               |
| Król Mercji                | - 716 Aethelbald 757                              |
| Król Nortumbrii            | - 718 Osric 729                                   |
| Papież                     | - 715 Grzegorz II 731                             |
| Doża Wenecji               | - 717 Marcello Tegalliano 726                     |
| Król Wessexu               | - 688 Ine 726                                     |

Rok 724 / DCCXXIV
stulecia: VII wiek ~
VIII wiek ~
IX wiek

lata: 714 «
719 «
720 «
721 «
722 «
723 «
724
» 725
» 726
» 727
» 728
» 729
» 734

## Wydarzenia
- 3 marca-Abdykacja cesarzowej Japonii Genshō
- 29 grudnia-K’ahk’ Tiliw Chan Yopaat zostaje władcą Majów

## Zmarli
- 26 stycznia-Jazid ibn Abd al-Malik, kalif (ur. 687)